# María Ntánou
María Ntánou (Μαρία Ντάνου; Veria, 3 marzo 1990) è una fondista greca, indicata anche con la grafia Maria Danou.

## Biografia
María Ntánou ha debuttato in campo internazionale in occasione del Festival olimpico invernale della gioventù europea di Jaca 2007; ha esordito ai Campionati mondiali a Liberec 2009, dove si è classificata 82ª nella sprint e non ha completato la 15 km a inseguimento, e ai Giochi olimpici invernali a Vancouver 2010, dove si è piazzata 72ª nella 10 km. Tra il 2011 e il 2015 ha sospeso la sua carriera agonistica per dedicarsi agli studi di management sportivo a Losanna, in Svizzera, dove risiede; tornata alle gare nella stagione 2015-2016, ha ottenuto buoni risultati nella Balkan Cup, classificandosi 3ª nella classifica generale nel 2017 e nel 2018.
Ai Mondiali di Lahti 2017 non si è qualificata per la finale nella 10 km; ha partecipato per la seconda volta alle Olimpiadi a Pyeongchang 2018, piazzandosi 76ª nella 10 km, e il mese successivo ha esordito in Coppa del Mondo nella 30 km disputata a Oslo Holmenkollen l'11 marzo, chiudendo al 54º posto.
Ai Mondiali di Seefeld in Tirol 2019 è stata 79ª nella 10 km, 78ª nella sprint e 58ª nello skiathlon e a quelli di Oberstdorf 2021 80ª nella 10 km, 84ª nella sprint, 57ª nello skiathlon e 26ª nella sprint a squadre; ai XXIV Giochi olimpici invernali di Pechino 2022, dopo esser stata portabandiera della Grecia durante la cerimonia di apertura assieme ad Apóstolos Angelís, si è classificata 87ª nella 10 km, 61ª nella 30 km, 88ª nella sprint e 23ª nella sprint a squadre. Dopo la rassegna olimpica cinese ha partecipato soltanto sporadicamente a competizioni minori in Grecia; tra il 2009 e il 2017 ha preso il via anche in alcune tappe della IBU Cup di biathlon.